# Gyvatynė (gmina Androniszki)
Gyvatynė – wieś na Litwie, w okręgu uciańskim, w rejonie oniksztyńskim, w gminie Androniszki. Według danych z 2011 wieś była zamieszkiwana przez 19 osób.